# Bahnhof München Donnersbergerbrücke
Der Bahnhof Donnersbergerbrücke ist ein viergleisiger Regionalbahnhof im Stadtteil Schwanthalerhöhe der bayerischen Landeshauptstadt München und ein Knotenpunkt der S-Bahn München. Hier zweigt die S7 nach Wolfratshausen ab und verläuft weiter abseits der übrigen S-Bahn-Linien der Stammstrecke; hier halten auch die Züge der Bayerischen Oberlandbahn, die auf der Bahnstrecke München–Lenggries verkehren. Der Bahnhof befindet sich östlich der Donnersbergerbrücke. 2008 wurde er täglich von 31.800 Reisenden besucht.

## Geschichte

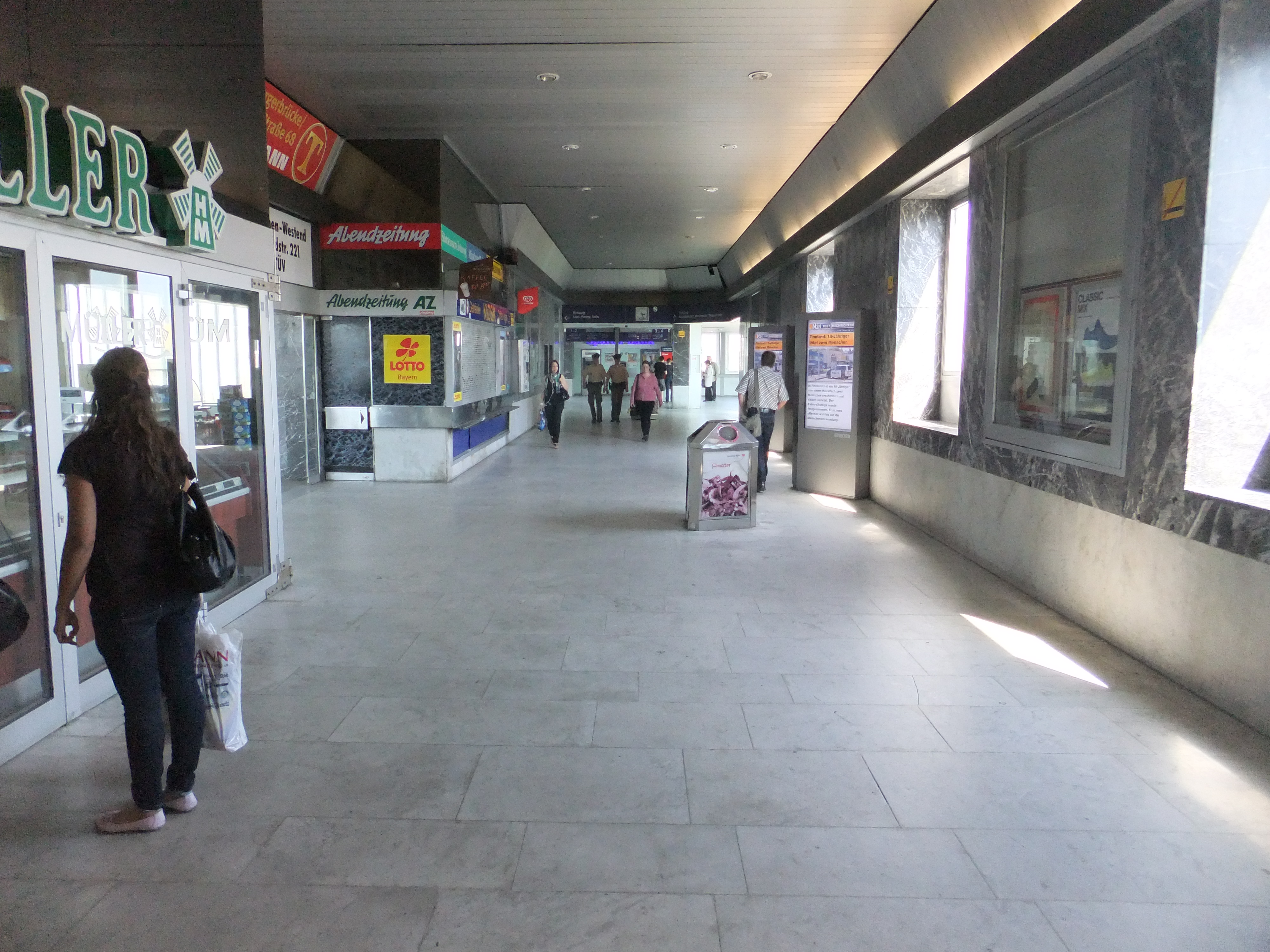
Die Haupthalle des Bahnhofs München Donnersbergerbrücke

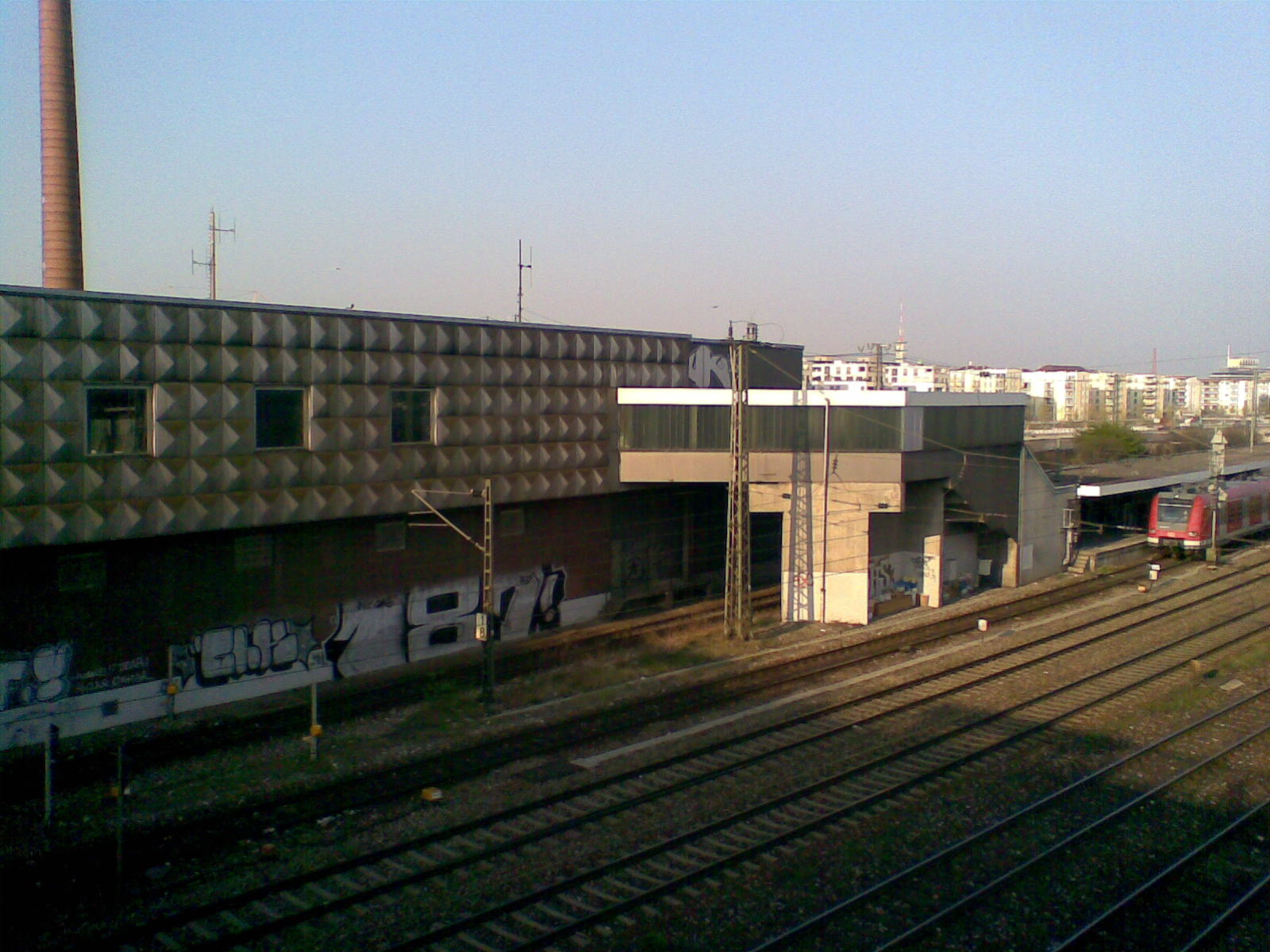
S-Bahnhof Donnersbergerbrücke von Süden; S7 an Gleis 4

Am 1. September 1895 nahmen die Königlich Bayerischen Staatseisenbahnen an der zweigleisigen Vorortbahn vom Münchner Centralbahnhof nach Pasing den Haltepunkt München Centralwerkstätte in Betrieb. Der Haltepunkt lag unterhalb eines Arbeiterstegs über die Streckengleise und war nach der nordwestlich gelegenen Centralwerkstätte München der Bayerischen Staatsbahn benannt. 1900 entstand an der Stelle des Arbeitersteges die neue Donnersbergerbrücke, von der aus ein direkter Zugang zum Haltepunkt bestand. Mit der Umbenennung der Centralwerkstätte in Hauptwerkstätte erhielt 1920 auch der Haltepunkt den neuen Namen München Hauptwerkstätte. Diesen Namen behielt er über die Stilllegung der Hauptwerkstätte 1931 hinaus bis 1971. Erst zum 23. Mai 1971, also ein Jahr vor Start des S-Bahn-Zeitalters in München am 28. Mai 1972, erhielt der Bahnhof seinen heutigen Namen. Zum Beginn des S-Bahn-Betriebes gab es nur zwei Gleise mit einem Mittelbahnsteig an Stelle der heutigen Grünfläche zwischen Gleis 2 und 3. Ende der 1970er-Jahre wurden die beiden heutigen Bahnsteige errichtet und am 20. Mai 1979 in Betrieb genommen, gleichzeitig hierzu wurde der Südstreckentunnel zur Einfädelung der S7 von Wolfratshausen gebaut. Somit konnte diese Linie, welche vorher als S10 am Hauptbahnhof endete, durch den Stammstreckentunnel geleitet werden. Der Südstreckentunnel wird auch von den Regionalzügen aus Richtung Holzkirchen, Bayrischzell, Lenggries, Tegernsee und Rosenheim (betrieben von der Bayerischen Oberlandbahn) benutzt. Mittels eines Überwerfungsbauwerkes östlich des Bahnhofes ist diesen eine Weiterfahrt zum Flügelbahnhof Nord des Hauptbahnhofes (auch: Starnberger Flügelbahnhof genannt) möglich. Seit 2024 wird auch die S7 so zum Flügelbahnhof Nord des Hauptbahnhofes geführt.

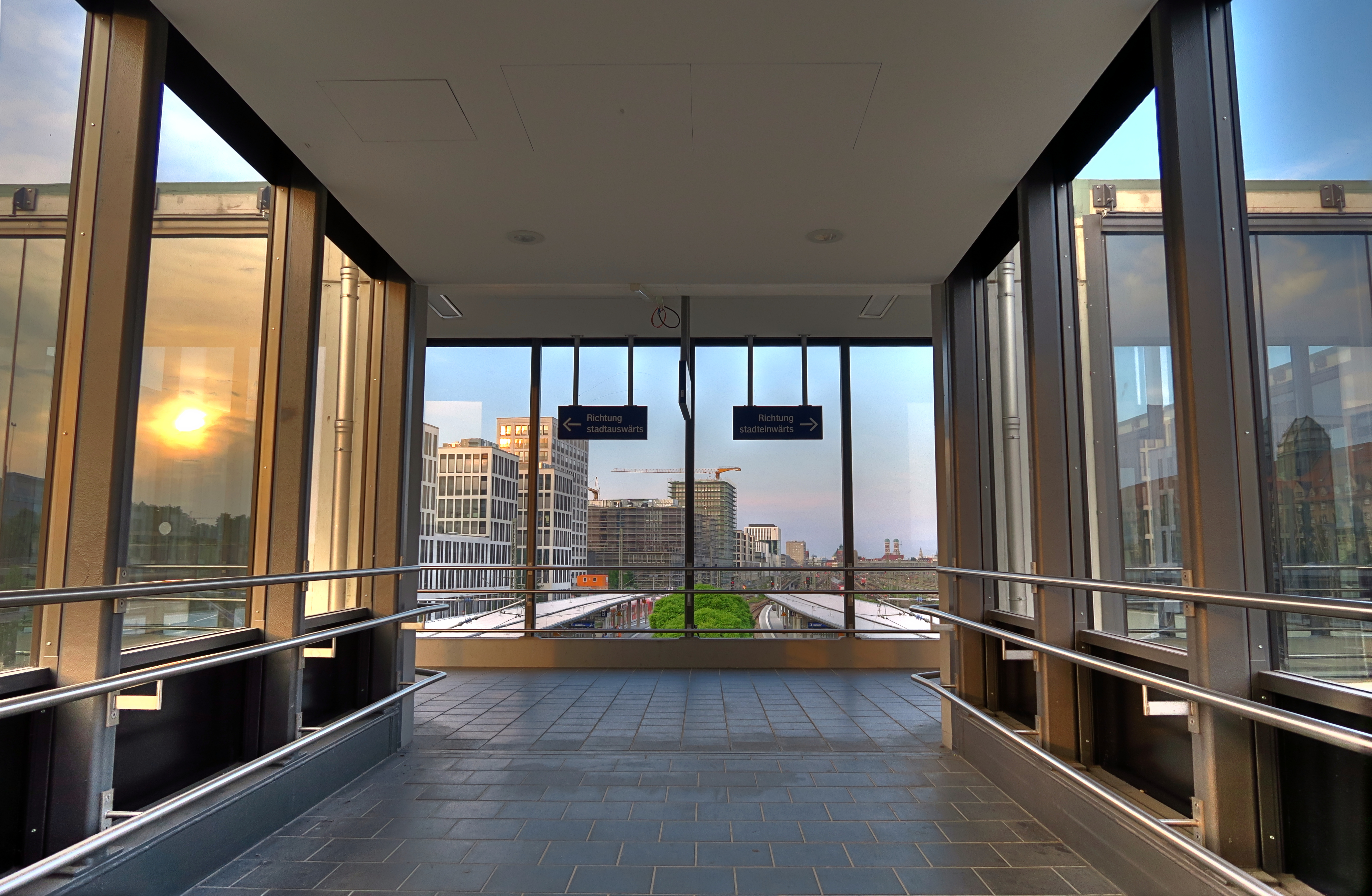
Bahnsteigzugang über Brückenkonstruktion, Blick stadteinwärts

Vom Juli 2013 bis zum Sommer 2015 erfolgte die Sanierung und der barrierefreie Ausbau des Bahnhofs. Hierzu wurde über der Grünfläche zwischen den Bahnsteiggleisen eine neue Brückenkonstruktion auf dem Niveau des Eingangsbereichs errichtet. Sie führt über die Gleise auf die beiden Bahnsteige, die sowohl mit Aufzügen als auch über Treppen erreichbar sind. Beide Bahnsteige sind zusätzlich über die bereits vorhandenen Rolltreppen zugänglich.
2020 sollte ab der Donnersbergerbrücke der Tunnelvortrieb der Zweiten Stammstrecke beginnen.

## Gleise

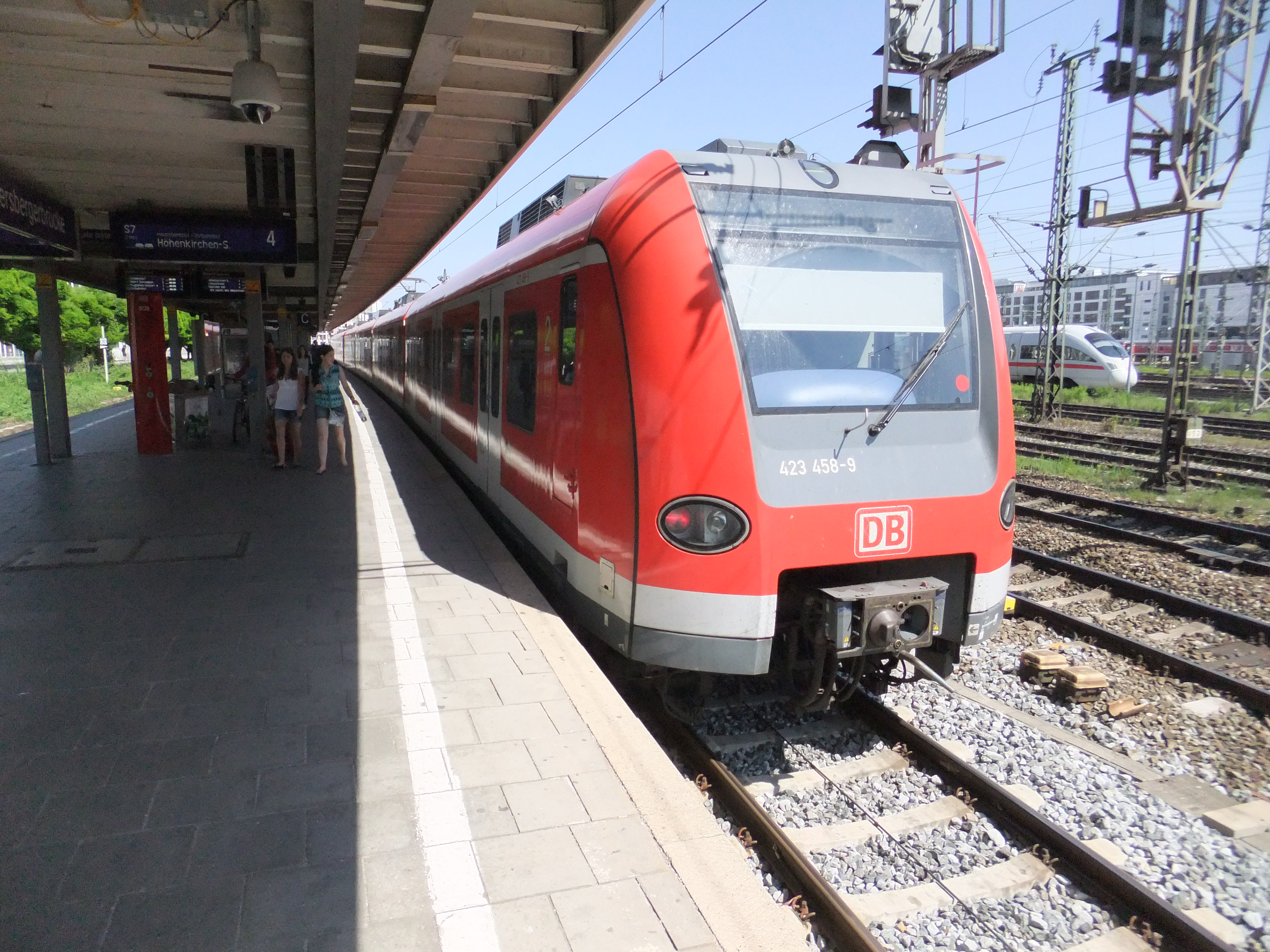
DB-Baureihe 423 der S-Bahn München auf der Linie S7 im Bahnhof

Auf Gleis 1 verkehren die S-Bahn-Linien 1 bis 6 sowie 8 stadtauswärts. Der nächste Bahnhof ist Hirschgarten.
Die Bayerische Regiobahn sowie die S7 fahren von Gleis 2 am selben Bahnsteig ab. Gleich nach dem Bahnsteig unterqueren sie alle anderen Gleise Richtung Hauptbahnhof in einem Tunnel, um nach einer langen Linkskurve und dem Überqueren der Landsberger Straße den Bahnhof Heimeranplatz zu erreichen, wo Umsteigemöglichkeit zur U4 und U5 besteht.
Auf Gleis 3 verkehren alle aus Laim/Pasing kommenden S-Bahnen in Richtung Hackerbrücke.
Am Gleis 4 halten analog zu Gleis 2 die Bayerische Regiobahn und die S-Bahn-Linie S7.
Beide Mittelbahnsteige sind 210 Meter lang, die Einstiegshöhe an Gleis 1 und 3 beträgt 96 cm (ebenerdiger Einstieg in die S-Bahn möglich), an Gleis 2 und 4 jedoch nur 86 cm, was ein Mittelmaß zwischen den 76 cm des haltenden Regionalverkehrs (Bayerische Regiobahn) und den ca. 80 bzw. 96 cm der S7 darstellt.
Die Bahnsteige sind über eine separate Brücke westlich der Bahnsteige miteinander verbunden. Dieser Übergang ist mit der Donnersbergerbrücke selbst verbunden, wo auch die Busse der Linien 53, 63, 153 und N99 halten. Seit der Fertigstellung des Arnulfstegs haben die Bahnsteige auch eine Zugangsmöglichkeit von Osten.

## Verkehr
| Linie             | Strecke | Taktfrequenz |
| ----------------- | --- | --- |
| RB55              | München Hbf – München Donnersbergerbrücke – Holzkirchen – Schliersee – Bayrischzell | 60 min, im Berufsverkehr und im Ausflugsverkehr Verstärkerzüge bis Schliersee                                                                                  |
| RB56 (OBL) · RB57 | München Hbf – München Donnersbergerbrücke – Holzkirchen – Lenggries / Tegernsee | 60 min, im Berufsverkehr Verstärkerzüge in Lastrichtung, am Wochenende zwischen 8 Uhr und 12 Uhr sowie zwischen 14 Uhr und 20 Uhr angenäherter 30-Minuten-Takt |
| RB58              | München Hbf – München Donnersbergerbrücke – Deisenhofen | 60 min (nur werktags) |
| RB58              | München Hbf – München Donnersbergerbrücke – Deisenhofen – Holzkirchen – Kreuzstraße – Rosenheim | 9 Zugpaare werktags |
| S1                | Freising – Pulling – Neufahrn / Flughafen München – Flughafen Besucherpark – Neufahrn – Eching – Lohhof – Unterschleißheim – Oberschleißheim – Feldmoching – Fasanerie – Moosach – Laim – Hirschgarten – Donnersbergerbrücke – Hackerbrücke – Hauptbahnhof – Karlsplatz (Stachus) – Marienplatz – Isartor – Rosenheimer Platz – Ostbahnhof – Leuchtenbergring | 20 min |
| S2                | Petershausen – Vierkirchen-Esterhofen – Röhrmoos – Hebertshausen – Dachau / Altomünster – Kleinberghofen – Erdweg – Arnbach – Markt Indersdorf – Niederroth – Schwabhausen – Bachern – Dachau Stadt – Dachau – Karlsfeld – Allach – Untermenzing – Obermenzing – Laim – Hirschgarten – Donnersbergerbrücke – Hackerbrücke – Hauptbahnhof – Karlsplatz (Stachus) – Marienplatz – Isartor – Rosenheimer Platz – Ostbahnhof – Leuchtenbergring – Berg am Laim – Riem – Feldkirchen – Heimstetten – Grub – Poing – Markt Schwaben – Ottenhofen – St. Koloman – Aufhausen – Altenerding – Erding | 20 min |
| S3                | Mammendorf – Malching – Maisach – Gernlinden – Esting – Olching – Gröbenzell – Lochhausen – Langwied – Pasing – Laim – Hirschgarten – Donnersbergerbrücke – Hackerbrücke – Hauptbahnhof – Karlsplatz (Stachus) – Marienplatz – Isartor – Rosenheimer Platz – Ostbahnhof – St.-Martin-Straße – Giesing – Fasangarten – Fasanenpark – Unterhaching – Taufkirchen – Furth – Deisenhofen – Sauerlach – Otterfing – Holzkirchen | 20 min |
| S4                | Geltendorf – Türkenfeld – Grafrath – Schöngeising – Buchenau – Fürstenfeldbruck – Eichenau – Puchheim – Aubing – Leienfelsstraße – Pasing – Laim – Hirschgarten – Donnersbergerbrücke – Hackerbrücke – Hauptbahnhof – Karlsplatz (Stachus) – Marienplatz – Isartor – Rosenheimer Platz – Ostbahnhof – Leuchtenbergring – Berg am Laim – Trudering (– Gronsdorf – Haar – Vaterstetten – Baldham – Zorneding – Eglharting – Kirchseeon – Grafing Bahnhof – Grafing Stadt – Ebersberg) | 20 min |
| S5                | Kreuzstraße – Großhelfendorf – Peiß – Aying – Dürrnhaar – Höhenkirchen-Siegertsbrunn – Wächterhof – Hohenbrunn – Ottobrunn – Neubiberg – Neuperlach Süd – Perlach – Giesing – St.-Martin-Straße – Ostbahnhof – Rosenheimer Platz – Isartor – Marienplatz – Karlsplatz (Stachus) – Hauptbahnhof – Hackerbrücke – Donnersbergerbrücke – Hirschgarten – Laim – Pasing (– Westkreuz – Neuaubing – Freiham – Harthaus – Germering-Unterpfaffenhofen – Geisenbrunn – Gilching-Argelsried – Neugilching – Weßling)                                                                                 | 20 min |
| S6                | Tutzing – Feldafing – Possenhofen – Starnberg – Starnberg Nord – Gauting – Stockdorf – Planegg – Gräfelfing – Lochham – Westkreuz – Pasing – Laim – Hirschgarten – Donnersbergerbrücke – Hackerbrücke – Hauptbahnhof – Karlsplatz (Stachus) – Marienplatz – Isartor – Rosenheimer Platz – Ostbahnhof – Leuchtenbergring – Berg am Laim – Trudering – Gronsdorf – Haar – Vaterstetten – Baldham – Zorneding – Eglharting – Kirchseeon – Grafing Bahnhof – Grafing Stadt – Ebersberg | 20 min |
| S7                | Wolfratshausen – Icking – Ebenhausen-Schäftlarn – Hohenschäftlarn – Baierbrunn – Buchenhain – Höllriegelskreuth – Pullach – Großhesselohe Isartalbahnhof – Solln – Siemenswerke – Mittersendling – Harras – Heimeranplatz – Donnersbergerbrücke – Hauptbahnhof | 20 min |
| S8                | Herrsching – Seefeld-Hechendorf – Steinebach – Weßling – Neugilching – Gilching-Argelsried – Geisenbrunn – Germering-Unterpfaffenhofen – Harthaus – Freiham – Neuaubing – Westkreuz – Pasing – Laim – Hirschgarten – Donnersbergerbrücke – Hackerbrücke – Hauptbahnhof – Karlsplatz (Stachus) – Marienplatz – Isartor – Rosenheimer Platz – Ostbahnhof – Leuchtenbergring – Daglfing – Englschalking – Johanneskirchen – Unterföhring – Ismaning – Hallbergmoos – Flughafen Besucherpark – Flughafen München                                                                                | 20 min |

## Umgebung
Nordöstlich der Donnersbergerbrücke befindet sich das Wohn- und Arbeitsquartier Arnulfpark.
Südwestlich des Bahnhofs befindet sich das Hauptzollamt mit der markanten Kuppel.